# مورشيلي الثالث
كان مورشيلي الثالث (بالإنجليزية: Mursili III)‏، المعروف أيضًا باسم أورهي-تيشوب (بالإنجليزية: Urhi-Teshub)‏ ملكًا على الحثيين، اعتلى عرش المملكة الحيثية الحديثة في تارخونتاشا عند وفاة والده حوالي 1272 قبل الميلاد. وكان ابن عم الملك الحيثي تودخاليا الرابع والملكة مات نفرو رع.

## سيرة ذاتية
كان الابن الأكبر الباقي للملك الحيثي مواتالي الثاني. كان حفيد الملك الحيثي مورشيلي الثاني
ينسب العالم المختص في دراسات الحيثيين تريفور ر. برايس إلى هذا الملك فترة حكم مدتها 5 سنوات فقط، يعود تاريخها إلى بين 1272 قبل الميلاد-1267 قبل الميلاد. ومع ذلك، حكم مورشيلي الثالث بشكل شبه مؤكد الإمبراطورية الحيثية لمدة 7 سنوات، كما أوضح خليفته وعمه خاتوشيلي الثالث في نقش يبرر استيلاء الأخير على السلطة من هذا الملك. لذلك يمكن أن يكون تاريخ حكم مورشيلي الثالث بين حوالي 1272-1265 قبل الميلاد ( تسلسل زمني قصير ). يجب أيضًا تقليص فترات حكم خلفائه لمدة عامين في الجدول الزمني لتريفور برايس لملوك الحيثيين. (وهكذا حكم خاتوشيلي من 1265-1235 قبل الميلاد، بدلاً من 1267-1237 قبل الميلاد وما إلى ذلك.)
خلال فترة حكمه، أعاد مورشيلي الثالث العاصمة من تارخونتاشا (كما كانت تحت حكم مواتالي) إلى خاتوشا (KBo 21.15 i 11-12). ومع ذلك، استولى الآشوريون على ميتاني (هانيغالبات)، مما أضعف بشدة شرعيته في حكم الإمبراطورية الحيثية. في عامه السابع، هاجم مورشيلي الثالث واستولى على معاقل عمه خاتوشيلي الإقليمية في خاكبيسا ونيريك داخل الإمبراطورية الحيثية من أجل إزالة خاتوشيلي باعتباره تهديدًا لعرشه. كانت خاكبيسا مركز سلطة خاتوشيلي بينما كان نيريك تحت سيطرة خاتوشيلي من منصب الأخير كرئيس كهنة هناك. ثم يذكر خاتوشيلي في نص مشهور:
| « | «لمدة سبع سنوات خضعت [للملك]. ولكن بأمر إلهي وإلحاح بشري، سعى أورهي-تيشوب [مورشيلي الثالث] لتدمري. أخذ مني خاكبيسا ونيريك. لن أستسلم له بعد الآن. له. لكنني لم أرتكب أي جريمة في القيام بذلك، من خلال الانتفاض ضده بالمركبات أو في القصر. تواصلت معه بطريقة حضارية: لقد بدأت الأعمال العدائية معي. الآن أنت الملك العظيم، لكنني ملك حصن واحد فقط. هذا كل ما تركت لي. تعال! يجب على عشتار ساموها وإله العاصفة من نيريك أن يقررا القضية بالنسبة لنا! منذ أن كتبت إلى أورهي-تيشوب بهذه الطريقة، إذا قال أحد الآن: ‹لماذا بعد أن جعلته ملكًا تكتب إليه الآن عن الحرب؟› (سيكون جوابي)؛ إذا لم يكن قد بدأ القتال معي، فهل كان عشتار وإله العاصفة قد أخضعوه الآن لملك صغير؟ ولأنه بدأ القتال معي، أخضعته الآلهة لي بحكمهم.» (Apol. 10C، III 63-79) | » |

وبالتالي، كان حكم مورشيلي الثالث 7 سنوات. في الثورة اللاحقة، حشد خاتوشيلي قوة كبيرة. وشمل ذلك حلفاء طبيعيين من معاقله المحلية في نيريك وخاكبيسا، بالإضافة إلى العديد من الحيثيين غير المنحازين الذين أعجبوا بسجله في الخدمة للإمبراطورية الحيثية. كان انتصاره العسكري الاستراتيجي على الفرعون المصري رمسيس الثاني في عام 1274 قبل الميلاد معركة قادش يتناقض بشكل إيجابي مع «المحتل غير المميز وغير المثبت إلى حد كبير لعرش خاتوشا» - أورخي تيشوب/مورشيلي الثالث - الذي فقد حكم ميتاني (هانيغالبات) إلى آشور خلال فترة حكمه. حتى أن قوات خاتوشيلي تضمنت عناصر من شعوب كاسكا الذين كانوا أعداء لدودين للحيثيين. هزم خاتوشيلي بسرعة مورشيلي الثالث واستولى على العرش من ابن أخيه. ثم تولى السلطة باعتباره الملك خاتوشيلي الثالث. بعد فوزه، عين خاتوشيلي شقيق مورشيلي أو شقيق أخته، كورونتا، كملك تابع على تارخونتاشا من أجل كسب ولاء الأخير.
فر مورشيلي إلى مصر وهي أرض عدو بلاده، بعد فشل مؤامراته للإطاحة بعمه من العرش. استجاب خاتوشيلي الثالث لهذا الحدث من خلال مطالبته للفرعون رمسيس الثاني بتسليم ابن أخيه إلى الحيثيين.
تسببت هذه الرسالة في حدوث أزمة في العلاقات بين مصر والحبثيين عندما نفى الفرعون رمسيس الثاني أي معرفة بمكان وجود مورشيلي في بلاده واقتربت الإمبراطوريتان بشكل خطير من الحرب. ومع ذلك، قرر كلا الملكين في النهاية حل المشكلة عن طريق إحلال السلام في العام 21 لحكم الفرعون رمسيس الثاني. كما تم تضمين شرط تسليم المجرمين في معاهدة السلام المصرية الحيثية. ولم يتم ذكر مورشيلي الثالث مرة أخرى بعد إقامته في مصر.
يبدو أن مورشيلي الثالث كان لديه ابن. يطلق أحدهم اسمه هارتابو وعلى نفسه اسم الملك العظيم وابن الملك العظيم مورشيلي، الذي يُعرف عادةً بمورشيلي الثالث. من المحتمل أن هارتابو قد حكم تارخونتاشا في النصف الثاني من القرن الثالث عشر قبل الميلاد.

## في الثقافة الشعبية
تتضمن رواية «بسالة الحب المفقودة» (بالإنجليزية: The Lost Valor Of Love)‏ التي كتبتها إميلي أي. كارتر شخصية أورهي-تيشوب (مورشيلي الثالث) كشخصية رئيسية.